# Libertad de vientres
La libertad de vientres fue un principio jurídico que se implantó en el siglo XIX en los países abolicionistas de la esclavitud, consistente en otorgar la libertad a los hijos nacidos de esclavas. Hasta la aplicación de este precepto, el hijo nacido de una esclava pasaba a formar parte del patrimonio del señor de su madre. Una vez terminada la esclavitud el principio cayó en desuso por causa de su propia naturaleza temporal.

## Su implantación en América española

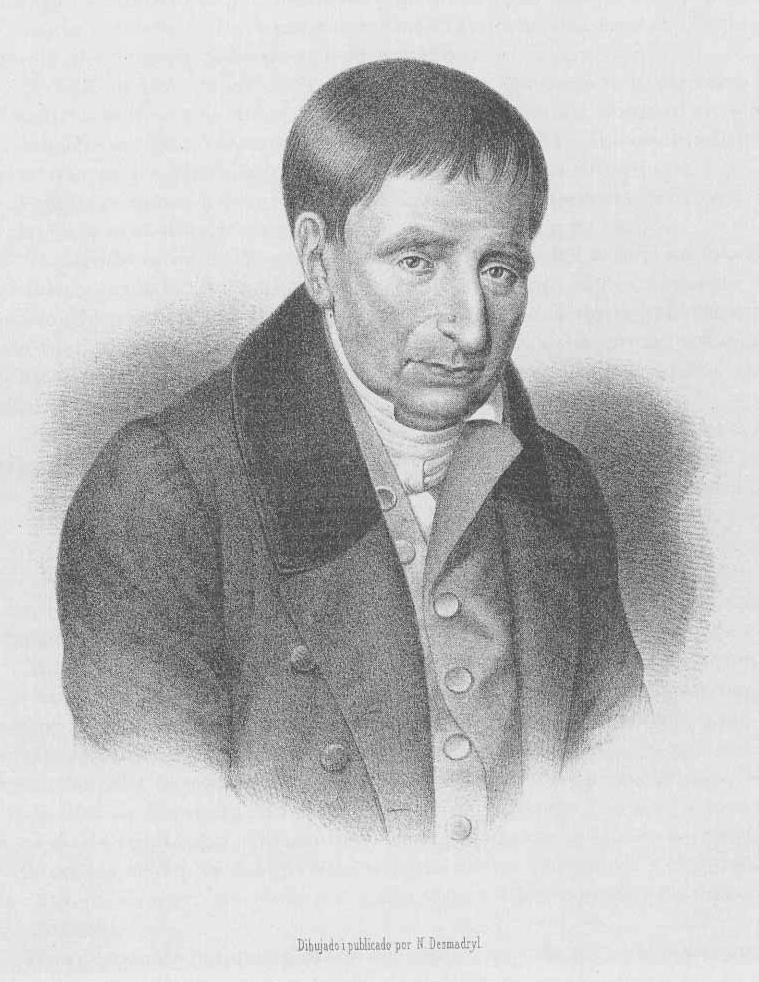
Manuel de Salas

Chile fue el país pionero en América Latina en esta materia, se implantó a solicitud de Manuel de Salas el 15 de octubre de 1811. Incluía también la prohibición de ingreso de nuevos esclavos en el país. La esclavitud fue definitivamente abolida en 1823, con el mismo promotor.
En Argentina, se decretó el 31 de enero de 1813 por la Asamblea del Año XIII. Los esclavos accederían a la libertad cuando contrajeran matrimonio, o a la edad de 20 años (varones) o 16 (mujeres); y se les otorgarían instrumentos de trabajo. La abolición de la esclavitud recién se declaró en el artículo 15 de la Constitución de la Confederación Argentina de 1853, pero en la provincia de Buenos Aires (que en ese tiempo incluía a la actual Ciudad Autónoma de Buenos Aires) no fue sino hasta 1861 que se instrumentó, cuando suscribió a la reforma de la Constitución promulgada en Santa Fe por la Convención Provincial un año antes.
En el territorio de la actual Colombia, la libertad de vientres se promulgó inicialmente en el Estado Libre de Antioquia,  mediante proyecto presentado al dictador Juan del Corral por los diputados Antonio Arboleda y Arrachea, José Miguel De la Calle, José Félix de Restrepo, Pedro Arrubla y José Antonio Benítez en 1814, y aprobado en ese mismo año con el nombre de libertad de partos, pero no sería sino hasta el 30 de agosto de 1821 en que la Constitución de Cúcuta lograría establecer la libertad de los nacidos de esclavas cuando alcanzaran los 18 años cuando estos mismos suministraran un pago por su crianza y gastos relacionados, para lo que preveía un impuesto sobre las herencias que se aplicaría a proporcionarles medios de subsistencia.
En Perú, el protector del Perú, José de San Martín, estableció la libertad de vientres para los nacidos tras la declaración de independencia (28 de julio de 1821).
Uruguay se independizó de Argentina en 1825 y continuó con esa política, que venía de 1813, hasta que en 1842 abolió definitivamente la esclavitud. Paraguay en ese mismo año, 1842, solo declaraba la libertad de vientres, para abolir la esclavitud en 1869.
En España, con efectos sobre todo para Cuba y Puerto Rico, pues la esclavitud estaba abolida en la metrópoli desde 1837, se promulgó el 4 de julio de 1870. Fue conocida como Ley Moret debido al Ministro Don Segismundo Moret, aunque entre sus promotores destacaron Román Baldorioty de Castro, Luis Padial, Julio Vizcarrondo y José Pascasio Escoriaza). También conllevó la libertad de los esclavos que por cualquier causa fueran propiedad del Estado o estuvieran bajo su protección a título de emancipados. Igualmente la de todos los esclavos mayores de 60 años (sin indemnización) y los que hubieran formado parte del ejército o de alguna manera auxiliado a las tropas durante las sublevaciones independentistas de 1868. Los propietarios de estos serían indemnizados de su valor. Los propietarios de los nacidos entre el 17 de septiembre de 1868 (fecha de La Gloriosa) y la publicación de la ley debían ser compensados con 125 pesetas en concepto de adquisición, excepto si habían apoyado la insurrección, en cuyo caso no serían compensados. Los libertos quedaban hasta la edad de 18 años bajo la tutela de los dueños de sus madres, mediante una institución denominada Patronato, que les obligaba a mantenerlos y enseñarles un oficio, pudiéndose beneficiar de su trabajo sin retribución alguna. A partir de los 18 recibiría la mitad del salario propio de su oficio, reservándose la otra mitad en forma de peculio,  que habría de serle entregada al cumplir los 22, en que quedaría completamente libre. También se accedía a la libertad por matrimonio (mujeres desde los 14 años y varones desde los 18). El patronato era transmisible, y podía perderse por abusos (castigos o prostitución). Empezó a implantarse dos años después. La esclavitud fue suprimida para Puerto Rico (pero no para Cuba) en 1873, y definitivamente abolida, sin excepciones, en 1886.
Brasil fue una de las últimas naciones americanas en abolir la esclavitud en 1888. El 28 de septiembre de 1871 se había promulgado la Lei do Ventre Livre que sólo representó un tímido avance. Finalmente el 13 de mayo de 1888 fue decretada la Ley Áurea por Isabel I de Braganza sancionando la liberación absoluta de todos los esclavos.